# Dunbar Isidore Heath
Dunbar Isidoro Heath era un reverend a Cambridge, elegit acadèmic el 1836, i novament el 1843. Fou una autoritat reconeguda en egiptologia, va ser un dels primers traductors de papirs al Museu Britànic.
Heath va escriure en 1852 el llibre The Future Human Kingdom of Christ en el qual distingeix els "salvat de les nacions" dels "Sants glorificats", en assenyalar una primera noció de "les dues salvacions". Heath fou processat per heretgia l'any 1861 pel bisbe de Winchester i condemnat pel Tribunal d'Arcos per la publicació d'aquestes idees. No va recórrer la sentència ni va tractar d'apel·lar la seva condemna per així poder defensar la seva doctrina de les Escriptures a través de publicar diversos fulletons. Com a resultat d'aquesta persecució, va patir no només la pèrdua de la seva feina, sinó que va suportar també greus pèrdues econòmiques.